# Земская почта Ананьевского уезда
Зе́мская по́чта Ана́ньевского уе́зда — земская почта, организованная земской управой Ананьевского уезда Херсонской губернии. Существовала с 1875 года. В уезде выпускались собственные земские марки.

## История почты
Ананьевская уездная земская почта была открыта в 1875 году. Пересылка почтовых отправлений осуществлялась из уездного центра (города Ананьева) в 21 волостное правление уезда двумя маршрутами дважды в неделю.
Для оплаты доставки частных почтовых отправлений были введены земские почтовые марки номиналом 5 копеек.
С 1877 года доставка почтовых отправлений стала бесплатной.

## Выпуски марок
Используемые для оплаты частных почтовых отправлений марки земской почты в Ананьевском уезде имели номинал 5 копеек. Первые марки были круглой формы.
Выпущенные в 1880 году марки были напечатаны на оборотной стороне служебных бланков судебного пристава.

## Гашение марок
Гашение марок осуществлялось чернилами (перечёркиванием).